# Alistra astrolomae
Alistra astrolomae là một loài nhện trong họ Hahniidae.
Loài này thuộc chi Alistra. Alistra astrolomae được Vernon Victor Hickman miêu tả năm 1948.